# معوية أرضاوية
مكورة معوية أرضاوية (الاسم العلمي:Enterococcus termitis) هي نوع من البكتيريا تتبع جنس المكورة المعوية من فصيلة المكورات المعوية.